# Originators of Northern Darkness – A Tribute to Mayhem
Originators of Northern Darkness – A Tribute to Mayhem – tribute album zrealizowany w celu uczczenia działalności norweskiej grupy black metalowej Mayhem. Wydany został w 2001 roku nakładem Avantgarde Music. Album zawiera interpretacje utworów grupy Mayhem w wykonaniu takich zespołów jak: Immortal, Dark Funeral, Vader, Emperor, Behemoth, Limbonic Art, Keep of Kalessin, Gorgoroth, Carpathian Forest, Seth, Gehenna oraz Absu.

## Lista utworów
Opracowano na podstawie materiału źródłowego.
| Nr  | Tytuł utworu                                             | Długość |
| --- | -------------------------------------------------------- | ------- |
| 1.  | „From The Dark Past” (w wykonaniu Immortal)              | 4:40    |
| 2.  | „Pagan Fears” (w wykonaniu Dark Funeral)                 | 6:35    |
| 3.  | „Freezing Moon” (w wykonaniu Vader)                      | 5:45    |
| 4.  | „Funeral Fog” (w wykonaniu Emperor)                      | 5:14    |
| 5.  | „Carnage” (w wykonaniu Behemoth)                         | 4:07    |
| 6.  | „De Mysteriis Dom Sathanas” (w wykonaniu Limbonic Art)   | 6:49    |
| 7.  | „Buried By Time And Dust” (w wykonaniu Keep of Kalessin) | 3:34    |
| 8.  | „Life Eternal” (w wykonaniu Gorgoroth)                   | 4:45    |
| 9.  | „Ghoul” (w wykonaniu Carpathian Forest)                  | 3:41    |
| 10. | „I Am Thy Labyrinth” (w wykonaniu Seth)                  | 5:30    |
| 11. | „Cursed In Eternity” (w wykonaniu Gehenna)               | 4:58    |
| 12. | „Deathcrush” (w wykonaniu Absu)                          | 3:19    |
|     |                                                          | 58:57   |

## Wydania
| Rok  | Nr katalogowy | Format       | Wytwórnia          | Region            | Źródło |
| ---- | ------------- | ------------ | ------------------ | ----------------- | ------ |
| 2001 | AV046         | CD           | Avantgarde Music   | Włochy            | [ 2 ]  |
| 2002 | CD-1061       | CD, Comp     | Dwell Records      | Stany Zjednoczone | [ 2 ]  |
| 2003 | PT 071        | 2xLP         | Perverted Taste    | Niemcy            | [ 2 ]  |
| 2007 | CDVILED200    | CD, Comp, RE | Peaceville Records | Wielka Brytania   | [ 2 ]  |